# Hohenfels-Essingen
Hohenfels-Essingen är en kommun i Landkreis Vulkaneifel i förbundslandet Rheinland-Pfalz i Tyskland. Kommunen bildades 1 januari 1968 genom en sammanslagning av Essingen och Hohenfels.
Kommunen ingår i kommunalförbundet Verbandsgemeinde Gerolstein tillsammans med ytterligare 37 kommuner.